# 封禄
封禄可以指：
- 受封爵者所得之俸祿，常见于汉字文化圈
  - 中国俸禄制度史
- 阿帕纳日，君主或领主给没有继承权的家庭成员的地产、头衔、职位或其他有价值的东西，常见于欧洲